# Ato Institucional n.º 2
O Ato Institucional Número Dois (AI-2) foi baixado pelo regime militar, em 27 de outubro de 1965, como resposta aos resultados das eleições que ocorreram no início daquele mês. Seguindo a estratégia delineada pelos militares anteriormente a 31 de março de 1964, foi necessária a edição de mais um Ato Institucional, agora com 33 artigos, pois certos dispositivos da Constituição de 1946 não eram compatíveis com a nova ordem "revolucionária".
Com a vitória da oposição nas eleições em cinco estados do país, mais notadamente as de Israel Pinheiro, em Minas Gerais, e Negrão de Lima, na Guanabara, os militares avançaram com a repressão: foram reabertos os processos de cassação, partidos políticos foram extintos (com suas sedes invadidas e desativadas) e o Poder Judiciário sofreu intervenção do Executivo. Até que, em 27 de outubro de 1965, o marechal Humberto Castelo Branco mandou publicar no Diário Oficial e ordenou o cumprimento do AI-2, que emendou vários dispositivos da Constituição de 1946 e, sobretudo, tornou indireta a eleição para presidente da República. A partir de então, o Poder Judiciário também sofreu intervenção direta do Poder Executivo. Desta forma, os julgamentos das ações dos revolucionários deixaram de ser competência da justiça civil e o Estado entrou em um regime de exceção ainda mais repressor das posições contrárias ao regime.
O AI-2 teve vigência até 15 de março de 1967, quando Artur da Costa e Silva tomou posse e a Constituição de 1967, proposta pelo Executivo e ratificada pelo Congresso, entrou em vigor. O segundo Ato Institucional foi estabelecido em meio à necessidade de Castelo Branco de manter o apoio dos militares linha-dura, embora o seu regulamento alienasse ainda mais os políticos moderados e conservadores, principalmente aqueles filiados à União Democrática Nacional (UDN), dos quais o presidente dependia para sua base política civil. Carlos Lacerda, por exemplo, um dos principais líderes da UDN, reagiu ao AI-2 renunciando à sua candidatura presidencial, o que enfraqueceu o partido. Essa atitude colocou em evidência a escassez de perspectivas de qualquer político que desafiasse o governo por meio do processo político civil.
Anteriormente, em julho de 1965, os governadores Carlos Lacerda (Guanabara) e Magalhães Pinto (Minas Gerais), que patrocinaram a conspiração antiJango com verbas e auxílio logístico, também tinham rompido com o governo federal.
Como era esperado, veio o Ato Institucional completo. Isso pressupõe obviamente uma férrea união militar, somando todos os grupos de origem revolucionária, brandos e duros, em torno da afirmação do poder incontestável da Revolução. O Marechal Castelo Branco, que procurou alcançar os objetivos por persuasão, trocou suas táticas pelas dos radicais, munindo-se dos instrumentos de poder necessários para atingir as suas metas, o que não obteve da colaboração dos políticos— (Coluna do Castello, Jornal do Brasil, 28 de outubro de 1965).

## Necessidade do aumento de poderes do Executivo
Castelo Branco precisava de mais poderes para fazer aprovar leis. Para isso, a Justiça Militar precisava entrar na competência da Justiça Civil. Com o AI-2, aumentou-se o número de ministros do Supremo Tribunal Federal (STF) de 11 para 16, fazendo com que o governo tivesse maioria no STF e permitindo que civis fossem presos e processados por crimes contra a segurança nacional. Neste período, a justiça ordinária foi sobreposta pela autoproclamada "justiça revolucionária". O decreto ainda permitia ao presidente declarar estado de sítio, sem a prévia aprovação do Congresso, por até 180 dias.
A reforma no STF foi imposta ao presidente por militares linha-dura irados com as sucessivas decisões da mais alta corte judiciária  contra os procuradores do governo em graves casos de subversão.

## Desativação do pluripartidarismo
O pluripartidarismo foi totalmente extinto, desativando praticamente todos os partidos políticos. Ficaram o partido do governo, a Aliança Renovadora Nacional (ARENA), e o que reunia uma parcela da oposição, o Movimento Democrático Brasileiro (MDB). A medida garantia uma aparência democrática da política brasileira no cenário internacional, tal como fez o AI-1 criando as eleições para presidente através de um Colégio Eleitoral.

## Eleição indireta
O AI-2 determinou em definitivo que o presidente e o vice-presidente seriam eleitos indiretamente por maioria absoluta do Congresso Nacional, em sessão pública e votação nominal. O voto secreto assim seria evitado, prevenindo surpresas. A medida, por outro lado, tornou o presidente Castelo Branco inelegível para este pleito.
O mandato de Castelo, que deveria durar até 31 de janeiro de 1966, foi prorrogado para 15 de março do ano seguinte, impossibilitando a eleição presidencial de 1965, que ocorreria diretamente, no mês de outubro.

## Perdas dos direitos políticos dos opositores ao regime
O AI-2, na linha do AI-1, garantiu ao chefe de Estado brasileiro o direito de cassar os mandatos de todos os políticos eleitos e de suspender os direitos políticos de qualquer cidadão por 10 anos. Além disso, o segundo Ato Institucional determinou que o estado de sítio poderia ser decretado por 180 dias sem consulta ao Congresso. Com isso, prevaleceria a vontade do Poder Executivo, independentemente do rumo tomado pela política nacional, de modo a forçar a perpetuação dos militares no governo.

## Perda dos direitos dos funcionários públicos
Com o AI-2, poderiam ser demitidos sumariamente funcionários civis e militares que tivessem suas atividades consideradas incompatíveis com a revolução. De acordo com a Constituição, os funcionários públicos não poderiam ser demitidos sumariamente. Este dispositivo havia sido criado pelo Estatuto do Funcionário Público para evitar as perseguições políticas. No entanto, com o advento do segundo Ato Institucional, tais garantias foram canceladas e o amparo ao funcionário público na Constituição deixou de existir, tornando seu emprego falível.

## Intervencionismo federal
A intervenção federal nos estados e municípios poderia ser decretada sem prévio aviso e o Congresso Nacional poderia ser fechado a qualquer momento. Desta forma, o AI-2 passaria a inviabilizar toda e qualquer resistência ao regime no país. Além disso, qualquer cidade ou estado poderiam ser isolados do resto da nação, caso o presidente assim o decidisse.

## Segurança nacional
Foram institucionalizados os Atos Complementares que poderiam ser baixados, a qualquer momento, juntamente com decretos-lei, sob a alegação de assuntos relativos à segurança nacional. Desta maneira, todas as instituições ficavam subordinadas ao Conselho de Segurança Nacional, que passaria a baixar diretrizes e aconselhar o presidente sobre a melhor forma que o Executivo deveria se comportar perante a nação.

## Duração
O AI-2 durou até 15 de março de 1967, data em que a Constituição de 1967 entrou em vigor. Seus efeitos, por outro lado, não foram suspensos. A Constituição de 1967 perdeu muito de sua força com a edição do AI-5, em 1968, e sofreu uma série de reformas pela emenda constitucional nº 1 de 1969.

## Signatários
O ato institucional foi assinado, na ordem em que os nomes aparecem no documento oficial, por:
- Humberto Castelo Branco
- Juracy Magalhães
- Paulo Bosísio
- Artur da Costa e Silva
- Vasco Leitão da Cunha
- Eduardo Gomes